# Црник
Црник (мак. Црник) — село у Північній Македонії, яке входить до общини Пехчево, що в Східному регіоні країни.
Громада складається з — 707 осіб (перепис 2002): 326 турків, 267 циган, 103 македонці і 11 інших етносів. Село розкинулося в гірській місцевості (середні висоти — 860 метрів) історико-географічної місцини Мелешево.

## Галерея

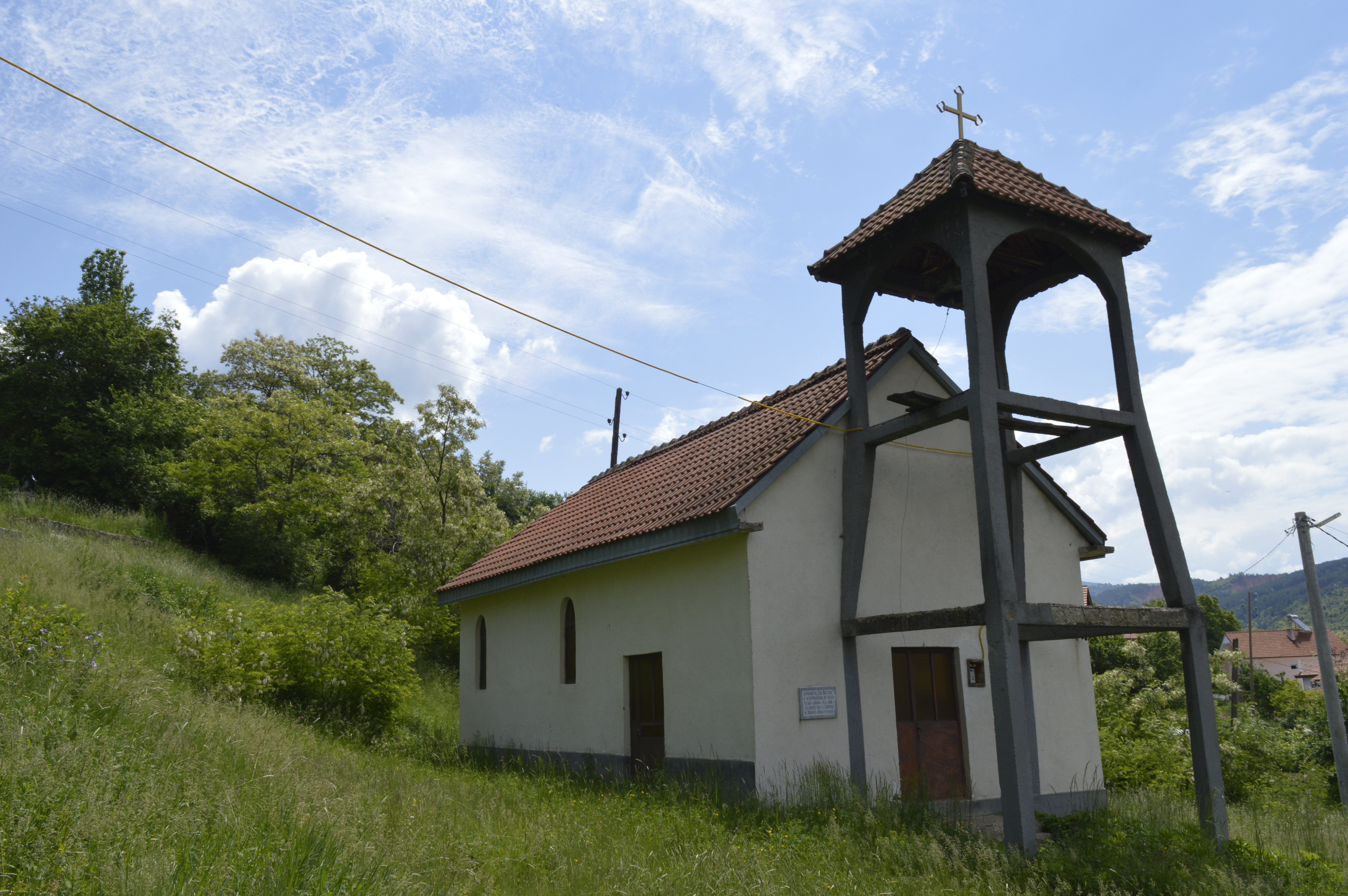
Церква святої Параскеви Сербської
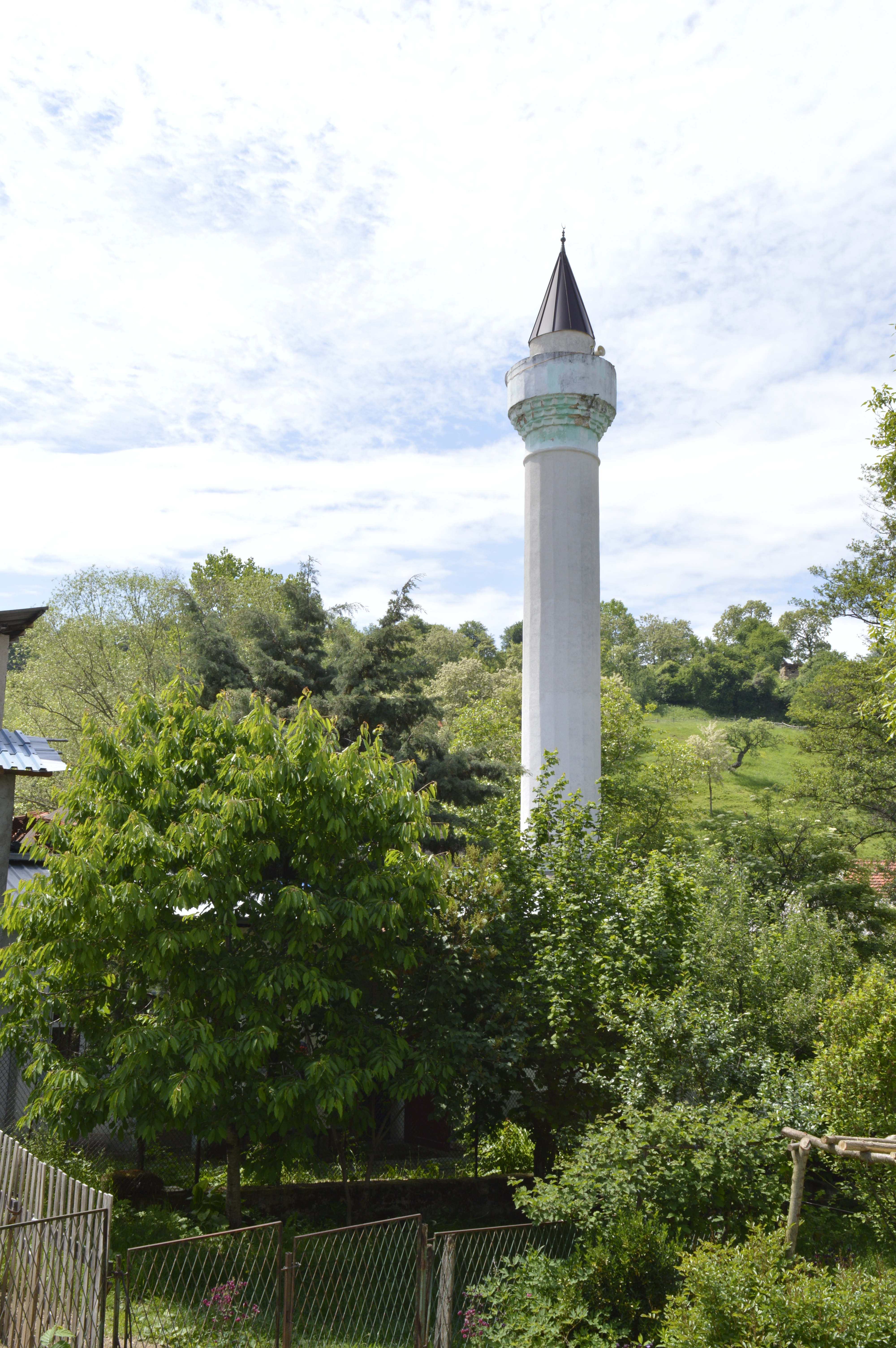
Мінарет сільської мечеті
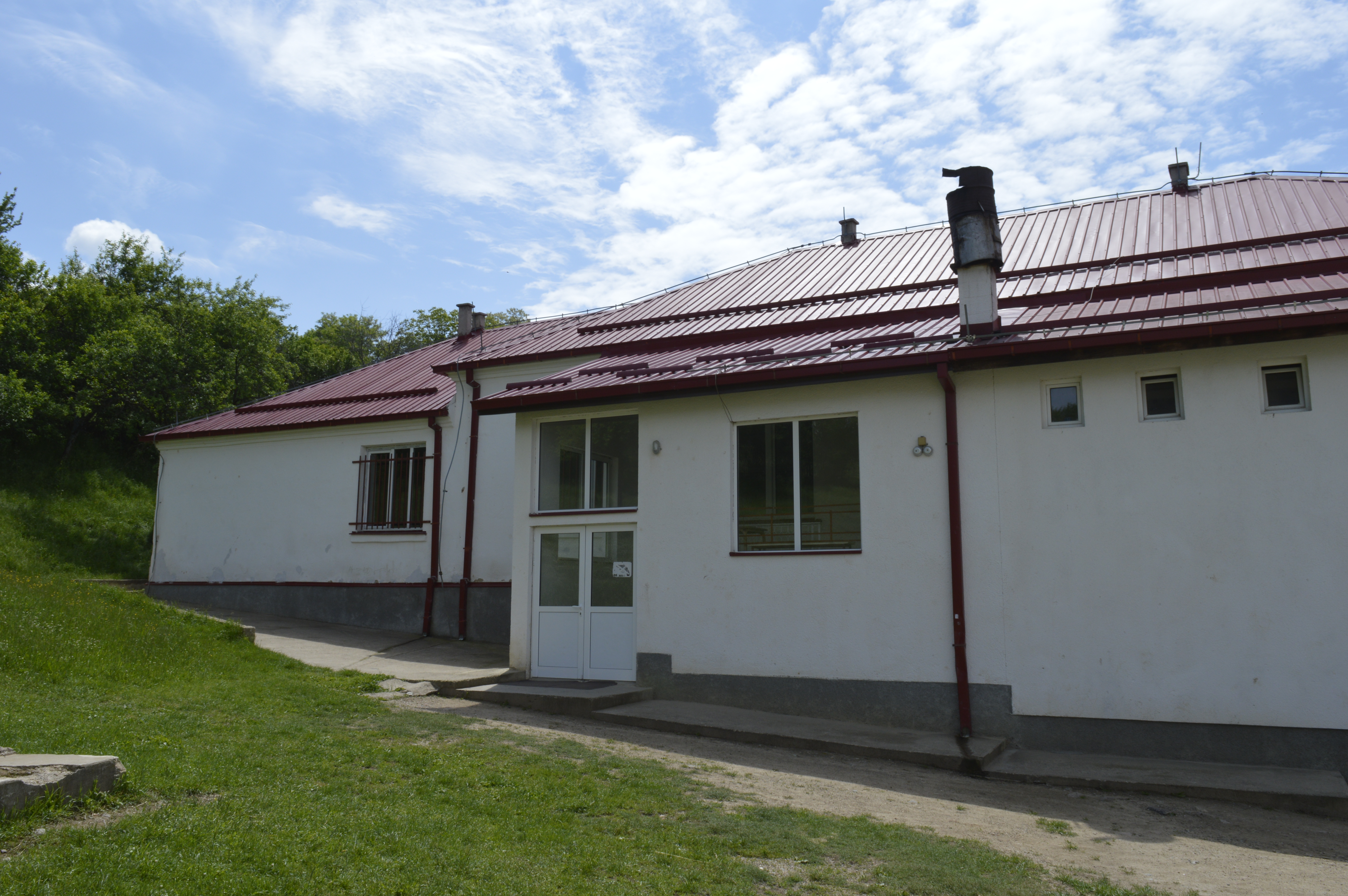
Школа